# George Caner
George Caner (5 de julio de 1894- 23 de junio de 1984) fue un tenista estadounidense. A menudo se le llamaba G. Colket Caner. 

## Trayectoria
Después de perder su primer partido en los campeonatos de Estados Unidos en 1910, Caner alcanzó los octavos de final en 1911 en el mismo campeonato. Perdió a principios de 1912, 1913 y 1915. En 1920, Caner llegó a las semifinales, donde le ganó un set al campeón defensor Bill Johnston. En el partido entre Johnston y Caner, Caner fue el jugador más estable y luchó duro, pero Johnston estuvo brillante en los parches, que fueron suficientes para llevarlo a la victoria en cuatro sets. El corresponsal de The Brooklyn Daily Eagle comentó que era "sorprendente que un jugador de la capacidad de Caner haya podido llegar a las semifinales del campeonato nacional", y concluyó que la razón de esto había sido debido a un empate "suave". En Wimbledon 1922, Caner perdió en la tercera ronda. Caner también era jugado habitual de golf y fútbol. Fue a Harvard (donde se destacó en el tenis y fue campeón individual intercolegial) y más tarde, durante la Primera Guerra Mundial, se alistó en el Cuerpo de Ambulancias.